# Zemun
Zemun (en ciríl·lic serbi: Земун, pronunciat [zěmuːn]) és un municipi de la ciutat de Belgrad. Zemun era una ciutat separada que va ser absorbida per Belgrad en 1934. El desenvolupament de Nou Belgrad a la fi del segle xx va afectar l'expansió de la zona urbana contínua de Belgrad.
Segons els resultats del cens de 2011, el municipi de Zemun té una població de 168.170 habitants, del qual predomina els serbis amb 87.9%, seguit pels gitanos amb 3.3% i els croats amb 0.8%.